# NGC 5872
NGC 5872 (również PGC 54169) – galaktyka soczewkowata (S0), znajdująca się w gwiazdozbiorze Wagi. Odkrył ją Joseph Winlock 30 lipca 1867 roku.